# Ginástica nos Jogos Europeus
Ginástica nos Jogos Europeus refere-se a casos em que eventos no campo da ginástica foram realizados como parte dos Jogos Europeus.
Esses incluem:
- Ginástica nos Jogos Europeus de 2015. As competições de ginástica nos Jogos Europeus de 2015 foram realizadas na Arena Nacional de Ginástica, Baku, entre 15 e 20 de junho de 2015. Ao todo, cinco disciplinas diferentes foram disputadas.[1][2] Além do programa olímpico existente, eventos adicionais foram realizados nas disciplinas de ginástica rítmica e trampolim. Além disso, foram incluídas provas em duas disciplinas não olímpicas, ginástica aeróbica e ginástica acrobática.
- Ginástica nos Jogos Europeus de 2019. As competições de ginástica nos Jogos Europeus de 2019 em Minsk, Bielorrússia, foram realizadas de 22 a 30 de junho de 2019 na Minsk-Arena. Um total de 32 eventos de ginástica foram realizados nas cinco disciplinas; artística, rítmica, trampolim, aeróbica e acrobática.[3]

Estes eventos não devem ser confundidos com os Campeonatos Europeus de Ginástica Artística que são realizados como Campeonatos autônomos, ou fazem parte do evento evento multiesportivo dos Campeonatos Europeus; em ambos os casos, as provas são realizadas pelo órgão dirigente da ginástica europeia, sendo as vencedoras consideradas campeãs europeias. Os eventos deste artigo são organizados pelos Comitês Olímpicos Europeus na tradição olímpica, e os campeões desses eventos são apenas campeões dos Jogos Europeus.

## Quadro geral de medalhas
| Pos.                | País                | Ouro | Prata | Bronze | Total |
| ------------------- | ------------------- | ---- | ----- | ------ | ----- |
| 1                   | RUS Rússia          | 29   | 14    | 9      | 52    |
| 2                   | BLR Bielorrússia    | 7    | 4     | 17     | 28    |
| 3                   | BEL Bélgica         | 6    | 4     | 0      | 10    |
| 4                   | UKR Ucrânia         | 4    | 9     | 8      | 21    |
| 5                   | ISR Israel          | 2    | 4     | 2      | 8     |
| 6                   | SUI Suíça           | 2    | 1     | 1      | 4     |
| 7                   | ITA Itália          | 2    | 1     | 0      | 3     |
| 8                   | ESP Espanha         | 2    | 0     | 1      | 3     |
| 9                   | SLO Eslovênia       | 2    | 0     | 0      | 2     |
| 10                  | AZE Azerbaijão      | 1    | 5     | 4      | 10    |
| 11                  | GER Alemanha        | 1    | 3     | 1      | 5     |
| 12                  | FRA França          | 1    | 2     | 1      | 4     |
| 13                  | NED Países Baixos   | 1    | 1     | 4      | 6     |
| 14                  | ARM Armênia         | 1    | 1     | 0      | 2     |
| 14                  | GRE Grécia          | 1    | 1     | 0      | 2     |
| 16                  | HUN Hungria         | 1    | 0     | 2      | 3     |
| 17                  | FIN Finlândia       | 1    | 0     | 0      | 1     |
| 17                  | LTU Lituânia        | 1    | 0     | 0      | 1     |
| 17                  | POL Polônia         | 1    | 0     | 0      | 1     |
| 20                  | BUL Bulgária        | 0    | 4     | 2      | 6     |
| 21                  | GBR Grã-Bretanha    | 0    | 3     | 4      | 7     |
| 22                  | ROU Romênia         | 0    | 3     | 3      | 6     |
| 23                  | POR Portugal        | 0    | 2     | 3      | 5     |
| 24                  | TUR Turquia         | 0    | 1     | 2      | 3     |
| 25                  | GEO Geórgia         | 0    | 1     | 1      | 2     |
| 26                  | CYP Chipre          | 0    | 1     | 0      | 1     |
| 26                  | CZE Chéquia         | 0    | 1     | 0      | 1     |
| 28                  | SWE Suécia          | 0    | 0     | 1      | 1     |
| Total (28 entradas) | Total (28 entradas) | 66   | 66    | 66     | 198   |